# 警備
警備（けいび、英語: Security 他）とは、事故、破壊、盗難等の事変に備え、警戒や防護を行うこと。なお、消防機関などが災害等に備えることを警戒または警防という場合もある。
日本の警察官が行政警察活動として行う警備について、地域警察所属の警察官によるものは警備派出所を、警備警察所属の警察官によるものは警備部または機動隊を参照されたい。
一般的に、民間の警備業務を行う隊員(労働者)を警備員という。
ALSOKの説明によれば、警備員の代わりにビルなどの警備対象施設に設置したセンサーが建物への侵入や火災等の異常を検知すると、ガードセンター（監視センター）に警報が届き、ガードマンが現場へ急行して初期対応を行う警備業態を機械警備と呼ぶ。機械警備は人手だけの場合と比べて効率的な警備が可能となる。使用される機械装置については、監視カメラや防犯カメラや警備ロボットの記事も参照のこと。
警備会社に委託せず施設管理者自らが警備を行うことを自主警備と呼ぶ。企業や公共施設では都合に応じて委託警備と自主警備の両方が行われているが、家庭では警備に掛けられる費用が少ない関係で警備会社に委託する場合は少なく、多くの場合で市販の防犯グッズを利用した自主警備が行われる。効率化のために自主機械警備の形態が取られることもある。自主警備の場合は、管理者自身が侵入者を発見して警察への通報を行う必要がある上に、優れた機械警備システムがあっても管理者自身が対応を誤れば危険に晒される可能性もあるが、低コストで済み、警備員到着を待つ時間が発生しないため迅速に対応可能な傾向にある。
田中智仁の分類によれば、公権力をもたない警備業による警備活動はセミフォーマル・コントロールである（警察などの公権力を有する警備活動はフォーマル・コントロール、地域住民らによる私生活上の警備活動はインフォーマル・コントロールとされている）。
都市部と比較して農村では犯罪件数が少ないため、警備以前に無施錠すら危険を感じずに放置されている場合がある。

## 警備史

### 世界
警備の起源は、他の部族や野生動物、自然環境などから安全を確保する方法として「巨大な落石を入り口に配置する」「入り口に火を灯す」といったやりかたで身を守っていたことだと考えられている。また、人類の発達に伴って武器や防壁などで対策を取るようになった。古代都市が建設される頃には外部の侵略防止のために城壁が築かれ監視塔が設置され人間による監視が行われた。近年ではカメラやセンサーなどを使って少人数で多くの場所の安全を確保しようという傾向が見受けられる。民間警備会社も誕生し、自宅や職場、ATMなど多くのところで機械警備が普及した。警備ロボットなども開発が進められている。
警備業の萌芽とされるのは、中世フランスにおける大聖堂参事会での警備活動であるとされる。当時の市民には夜警奉仕義務があった。
ピンカートン探偵社は世界最古の警備会社とされている。

### 日本
11世紀末頃に藤原氏が摂津、和泉、近江の名手らを「大番舎人」として編成し毎月に10日ほど上京させ宿直・警衛の奉仕をさせていたとされている。また白河天皇が御所の北に置いた「北面武士」は身辺警護の起源とされる。
江戸時代における町奴の中でも有名な幡随院長兵衛は「口入、人足廻し、元締め、割元」といった現代で言う人材派遣のような商売をしていたが、その中には豪商の依頼で邸宅の警護を行ったり、参勤交代の大名の警護役などとして派遣していたことから警備業の特色も有していた。
江戸幕府が末期に至るまで国策として鎖国を継続したことに加えて、明治維新後も島国という地理的条件により他民族の流入が緩やかであったことなどもあり、日本の治安は内乱期を除けば比較的高かったとされる。そのことが「水と安全はただ」の言葉に象徴されるように、日本人の安全に対する意識が軽薄になりがちな要因となっていることが考えられる。
昭和初期は各企業とも「自警制度」をとり、定年退職した社員を守衛として再雇用していた。自警制度は社内の事情・人員に明るい人物が務めるため非常に効率的であった。そのため第二次世界大戦前は警備会社というものが存在することはなかった。

#### 戦後
日本の警備業の礎となったのはGHQの日本進駐である。GHQは民間ビルを強制的に借り上げ日本統治の拠点としたためビルの警備が必要となった。当初は連合軍の兵士が警備を担当していたが、自前兵力の維持を図るため日本人に委託した。職業安定所を通じて募集し4000人近くの元日本兵等が雇用された。当初は制服もなく腕章一つで業務に当たっていたが、1950年に制服・階級章制度を導入しガードスクールを開校した。その後GHQが撤退し警備職員も免職されたが、警備業の普及に大きな影響を与えた。
日本で初めて誕生した警備会社はどこであるかは正確には分からないが、現在分かる範囲では1960年(昭和35年)4月に発足した日本警備株式会社である。港湾運送関連事業者として京浜港・横須賀港に入港する外国貿易船および客船の警備業務を主体に発足。続く1962年3月に日本船貨保全株式会社(後の株式会社大日警)が設立されている。
警備業が大躍進するのは1964年の東京オリンピックの選手村の警備や、1970年の大阪万国博覧会会場の警備を、日本警備保障・綜合警備保障などが行なったことが挙げられる。また1965年〜1971年にかけてTBSで放送されたテレビドラマ『東京警備指令 ザ・ガードマン』のヒットなどにより、徐々に警備業という業種や警備員という職業が社会的認知を受けるようになっていった。当時は警備員の名称が定まっておらず、「警務士」「夜警」などの名称が混在していたが、このドラマにより「ガードマン」（和製英語である）という名称が広く認知されるようになった。また冒頭での「警備と保障を業務とし、大都会に渦巻く犯罪に立ち向かう勇敢な男たちの物語である」というナレーションも評価が高かった。
1962年には「日本警備保障(現:セコム)」が創業、3年後の1965年には「綜合警備保障(現:ALSOK)」が創業、1966年には「東洋警備保障」（現：東洋テック）、「セントラル警備保障」、「全日警」とほぼ同時期に「業界の雄」とも呼ばれる大手企業が続々と創業している。創業間もないセントラル警備保障がビートルズの来日公演の警備を担当し警備業界にとっても大きな業績となった。
1966年、日本警備保障は機械警備の原点でもある「SPアラーム」の第一号機を納入している。翌1967年には綜合警備保障も「綜合ガードシステム」を取り入れたためこの時期を「機械警備元年」と呼ぶこともある。しかし日本警備保障の受注した機械警備は14件に留まり、誤報や肝心なときに動作しないなど苦情が多く寄せられた。加えてドラマ『ザ・ガードマン』の人気により「安全は機械で守られない、優秀な警備員の仕事である」という印象が先行してしまったため機械警備は順風満帆ではなかった。
機械警備が大きな成果を挙げたのは1969年の永山則夫連続射殺事件（警察庁広域重要指定108号事件）である。同事件の犯人・永山則夫が千駄ヶ谷の専門学校に侵入した際に設置されていた日本警備保障のSPアラームが反応、駆けつけた警備員と格闘した永山は深手を負い逃亡するも2時間後に逮捕された。
永山逮捕に貢献したことにより警備業はドラマ以外でもマスコミに取り上げられ高く評価された。SPアラームが正常に作動したことにも注目が集まり、同年9月にミュンヘンで開催された「第13回国際警備連盟総会」ではSPアラームにゴールドメダルが与えられた。
1967年以降のいわゆる「全共闘時代」では大学紛争の激化した大学や争議中の企業などからも需要があった。これを契機として1969年に「国際警備株式会社」（注※国際警備保障とは別会社）や「極東警備保障」（現：セノン）が創業している。
また三億円事件の発生により銀行員が現金を輸送するのは危険という認識が広まり後に現金の輸送は第3号警備業として警備員が行えるようになった。
1970年にはよど号ハイジャック事件が発生。空港の警備体制に大幅な見直しを求められ、その結果「空港保安警備業務」等の分野に新たに新規参入する企業が増加した。
その一方で、悪質な警備業者・警備員による不当事案（労働争議への干渉・介入、制服が警察官に酷似していたことから、警備員を警察官と誤認した人が届けた拾得物を横領したなどの行為等。「特別防衛保障」による無法・狼藉は有名）も多数発生した。これらのことを踏まえて1972年に警備業法が制定され「警備業について必要な規制を定め、もって警備業務の実施の適正を図ることを目的とする」（警備業法第一条）ことが定められたのである。警備業法および関連諸規則等は制定後も何度か改正され、現在に至っている。日本初の警備会社が創業してから法律が制定される10年間は警備業は自由営業であったが、同時に業者間の交流といったものはなく、業界団体も皆無であった。法律の制定と同時に「全国警備業協会連絡会」が設立され業界団体が整備された。
1974年、日本警備保障は東証二部上場を果たした。
1976年頃は三菱重工爆破事件をはじめとした連続企業爆破事件が発生し警備業者の設立が活性化した。またビル建設ラッシュとも重なったため工務警備も活況を迎えた。
1977年、セントラル警備保障はアメリカ合衆国の企業と業務提携し多国籍展開が本格化していく。同年4月1日には航空機の強取等の処罰に関する法律（ハイジャック防止法）が施行、空港保安警備業務をはじめとした警備業の需要はさらに高まった。1978年には制服警官女子大生殺人事件をはじめとした警察不祥事で警察の不信感が高まったことも警備業にとっては追い風となった。
1981年、遂に一般住宅用の機械警備が実用化される。日本警備保障の開発した家庭用遠隔通報監視装置「マイアラーム」を販売、警備業が住宅にまで進出することになった。マイアラームは大成功を収め、1983年には社名を「セコム」に改め「セコム社会」が始まった。
1984年、行政管理庁の告示した「日本標準産業分類」で警備業が独立した産業として分類された。1962年の起業から22年目のことであった。この年は世田谷ケーブル火災で24時間安全確保に努めた「新帝国警備保障」（現：シンテイ警備）が高く評価された。
1986年は「社団法人日本防犯設備協会」のが設立され検定制度の導入など「セキュリティ産業」が確立されたと言われている。
1989年の昭和天皇崩御により、大喪警備と武蔵陵墓地造営の工務警備に尽力した。
同年5月にはセコムがヘリコプター事業に進出、救急医療サービスを展開。全日警はJR東海と提携するなど各警備業者が独自の分野で活動を展開していく。
1990年に警視庁が犯罪被害にあったビルの89%が防犯設備を備えていなかったことを明らかにした。警視庁は機械警備の設置などを指導強化し警備業の活用を積極的に推進する方針を定めた。
1994年、福徳銀行5億円強奪事件が発生。この銀行は経費削減のため警備委託を昨年で打ち切っていたため“素人”の行員が現金の輸送を担当していたことがわかった。
1999年には「常駐警備検定」が開始される。警備員の検定は既存の交通誘導検定などと合わせて4種目となり警備員教育に専門性が求められるようになった。
2000年9月12日未明に東海地方で発生した豪雨により機械警備システムが一時完全に麻痺する事態が起こった。警備業者各社は社員を総動員して点検に当たらせたが災害時における脆弱性を露呈した結果となった。
2001年は警備業にとって激動の一年となった。2000年頃から文部省は学校の防犯対策強化の方針を打ち出した。前年に発生した「てるくはのる事件」を受け防犯用監視カメラの導入などを普及させるよう働きかけを行っている。しかし翌年附属池田小事件が発生し防犯対策強化を打ち出したにもかかわらず事件が発生したことにより学校の安全を見直す動きが早急に活発化した。
同年1月に発生した新大久保駅乗客転落事故以来JR東日本と提携しているセントラル警備保障は駅構内の警備も強化している。またその結果同年2月に蘇我駅で線路に転落した男性を警備員が発見し、非常ベルを押し電車を止め男性を救出することに成功した。
最も重要なのは明石花火大会歩道橋事故である。花火大会などの雑踏警備業務は警備業の中でも重要な任務であり、そのあり方が強く問われた。その後兵庫県警察は「雑踏警備の手引き」を作成した。
アメリカ同時多発テロ事件の発生により国際的な警戒が高まり日本に於いても空港をはじめとしたテロリズム警戒警備が強化され、警備業も空港保安警備だけでなく施設警備業務全般に於いて対策が強化された。
2004年は東京ガスや中部電力がホームセキュリティ・サービスに参入し警備業者との連携を強化した。またPFI方式による民間刑務所の業務委託の第一弾が決定した。港湾警備に於いてもSOLASを視野に入れた見直しが検討された。
同年3月には六本木ヒルズの自動回転扉に挟まれ男児が死亡する事故が発生し国土交通省は回転扉に警備員を配置するよう要請を出している。
2006年1月に仙台市の病院で新生児が誘拐される事件が発生。病院の警備体制に注目が集まった。同年、セコムが東洋テックの筆頭株主になっている。
2007年5月に山口県美祢市に全国初の「民間」刑務所である美祢社会復帰促進センターが完成した。法務省の刑務官の他、セコムなどで作る社会復帰サポート美祢株式会社が運営を行っている。所内の警備員は直接受刑者に触れたり、取り押さえるなど公権力の行使はできないものの、受刑者の監視や秩序維持、逃亡があった際の追跡や逃げ道をふさぐ等の業務を行う。

## 日本における警備業務
|                     | 業態                                                                                       | 業者数(2011年)                                                 |
| ------------------- | ------------------------------------------------------------------------------------------ | -------------------------------------------------------------- |
| 第一号 施設警備業務 | - 常駐型施設警備 - 保安警備 - 空港保安警備 - 駐車場警備 - 巡回警備 - 原子力防護 - 機械警備 | 6617事業所(73.1%)                                              |
| 第二号 雑踏警備業務 | - 交通誘導 - 催事警備 - 道路規制                                                           | 6469事業所(71.4%)                                              |
| 第三号 運搬警備業務 | - 貴重品運搬警備 - 核燃料等危険物運搬警備                                                  | 680事業所(7.5%)                                                |
| 第四号 身辺警護業務 | - 要人警備 - 緊急通報サービス                                                              | 561事業所(6.2%)                                                |
| 総計                | 9058事業所 ※事業者が複数業態を兼務可能のため、総計は一致しない                             | 9058事業所 ※事業者が複数業態を兼務可能のため、総計は一致しない |

一口に「警備業務」と言ってもその業務内容はオフィスビル、学校、病院の警備や現金輸送車の護衛、交通誘導、個人のボディーガードなど多岐に渡る。そのため日本の警備業法においては、下記のいずれかに該当する業務であって、他人の需要（依頼・要請）に応じて行うものを警備業務と規定し大きく4つに分類されている。
第一号警備業務事務所、住宅、興行場、駐車場、遊園地等（総称して「警備業務対象施設」という。）における盗難等の事故の発生を警戒し、防止する業務など従来からある施設警備。警備業法第2条5項により機械警備も含む。
第二号警備業務人若しくは車両の雑踏する場所、又はこれらの通行に危険のある場所における負傷等の事故の発生を警戒し、防止する業務。警備会社によるこの雑踏整理や、道路工事中の交通誘導の業務も、一般に知られている。初詣などの大規模な場合では、警備会社のほかに警察の警備も入ることが多い。
第三号警備業務運搬中の現金、貴金属、美術品等に係る盗難等の事故の発生を警戒し、防止する業務。現金輸送車などの業務。「貴重品輸送警備」、「警送」等とも呼ばれる。核燃料物質などの危険物運搬も行われる。当然のことながら、貨物自動車運送事業（多くの場合は特定貨物自動車運送事業）にあたるため、こちらの許認可も必要となる。
第四号警備業務人の身体に対する危害の発生を、その身辺において警戒し、防止する業務。要人の周りを取り巻く、いわゆるボディーガード。また、携帯型発信器を用いた緊急通報サービスも、個人の身体を守ることから4号業務に該当する。 日本におけるボディーガードの実態は、一般的に知られていなかったが、近年は［関係者の発信］により、認知され始めている。
一般的に、何らかの事件・事故の発生を防止する仕事（業務）と認識されており、警備会社などの研修では“事が起きてから動くのが警察、起きる前に防ぐのが警備業”などと教育指導されている。ただ実際は警察業務に防犯も含まれていることから、やや揶揄的意味が含まれる。そのため、ホームセキュリティでは警備先に泥棒が侵入したことが判明し駆け付けた際には、警備先の外で警察に連絡を取り泥棒に対し手出しをしないといった対応を取ることが中心である。しかし場合によっては現行犯逮捕を行い、警察に犯人の身柄を引き渡すということも稀にある。
第一号業務（盗難などの警備）は、従来は事務所などの警備業務対象施設に警備員が詰める常駐警備が行われていたが、人件費の増大（夜勤や24時間勤務になる事が多いため警備費用が高額になる）などから、1980年代以降センサーや監視カメラなどを設置して、異常があれば機械が警備会社に連絡して警備員が急行する機械警備が主流となっている。
最近では上記4つの分類に含まれないような新しい警備モデルが展開されている。具体的には駐車監視員、港湾警備、刑務所管理業務の民間委託、列車見張員、学校警備員、病院警備、防犯パトロールなどが挙げられる。

### 第一号警備業務
契約先企業の円滑な業務に寄与することを目的とし、犯罪や災害を防止する業務。

#### 常駐型施設警備業務
単純に「施設警備」と言えば常駐型施設警備を指すことが多い。警備員が常駐しない機械警備業務とは区別される。
主な業務は受付、出入管理、巡回などを行い施設内での事件、盗難、火災などの事件・事故を防止する。具体的には不審者の排除、車両の誘導、火災発生時の被害拡大防止、小売店などでの代金の回収など「交通誘導警備業務」や「貴重品運搬警備業務」と重複する付帯業務もある。
役所からの依頼でドメスティックバイオレンス被害者宅の警備を依頼されることもある。なお、被害者個人を護身する場合の区分は、本号でなく4号警備に区分される。
ローカルシステムは、機械警備との区分を行う場合、過誤することが多いが、常駐型施設警備業務に含まれる。

#### 巡回警備業務
警備対象施設に警備員を常駐させず、一定の時刻に施設を訪れる形式である。少数の警備員で多数の施設を警戒することが出来るため費用が安くすむ。
ただし巡回時間帯を常に一定にすると不正な侵入者に把握されてしまう恐れがある。

#### 保安警備業務
主にデパートやスーパーマーケットで、万引き等窃盗行為を防止し犯人逮捕を目的として行われる社会貢献度の高い業務。一般市民にとって最も身近な警備員とも言える。
対象となる犯罪行為には、万引き、置き引き、詐欺、器物損壊、恐喝、悪戯、座り込み・喫煙などの不良行為、毒物混入、店舗荒らし、猥褻行為、盗撮行為、不審物の設置、偽札の使用などが含まれる。その他にも、車上荒らし、自動販売機荒らし、自転車の盗難などが含まれる。
業務には2種類あり、監視カメラや万引き防止システムを設置して監視するものと、警備員が巡回をするものとある。どちらかを採用する企業もあれば、両者を併用する企業もある。
また警備員は制服を着ず、私服を着て警備する場合もある。

#### 空港保安警備業務
空港施設一体の安全確保を目的とする業務である。ハイジャックなどの防止のための手荷物検査など他の警備業務とは一線を画した業務である。空港はテロなどの標的にされやすい施設であるため重要性は極めて高い。
主な業務に危険物持ち込みを防止する検査業務、ターミナルビルから監視カメラで施設内を監視し不審者の侵入を防止する監視業務、施設内テナントでのスリや置き引きを防止する巡回業務などがあり、他にも出入管理業務、駐機警備業務、場周巡回業務がある。駐機警備業務は国土交通省が定めた保安対策に基づいた専門的な業務である。担当する警備員には相当の知識が望まれる。

#### 駐車場警備業務
主に警備施設内に設置されている駐車場で警戒する業務である。形態によっては第2号警備業務の「交通誘導警備業務」にあたることもある。
タワーパーキングなどでは機械の操作や料金の徴収と言った業務も行うことがある。

#### 原子力防護
原子力施設でのテロ防止やウラン、プルトニウムなどの核物質を防護する業務。「日本原子力防護システム」や「六ヶ所原燃警備」といった業者が得意とする分野である。

#### 機械警備業務
警備員が常駐せず警備業務を行うことが特徴である。第1号業務の中では異質であるが警備業法の規定のとおり第1号業務に含まれる。

### 第二号警備業務
広義では「雑踏警備業務」と呼ばれ、人若しくは車両の雑踏する場所で警戒する業務である。その下に「狭義の雑踏警備業務」と「交通誘導警備業務」の二つの概念に分けられる。

#### 雑踏警備業務
祭礼、興行、競技などの催事において不特定多数の人々を対象に事故・混乱などの危険を未然に防ぐ業務。
全国警備業協会発行の『雑踏警備の手引』によると、雑踏警備対象場所は以下8点である。
1. 博覧会、国及び自治体が主催するイベント行事の会場及び周辺
2. コンサートなどの会場及び周辺
3. 競輪場、競馬場、競艇場、オートレース場等の競技場及び周辺
4. マラソン、パレード、記念行事などの行われる街頭及び周辺
5. 野球、サッカー場などの運動競技場及びその周辺
6. 花見、花火大会など季節行事の会場及び周辺
7. 初詣、祭礼、節分など宗教行事の会場及び周辺
8. その他人が多数集合する催し物の会場及びその周辺

こういった混雑するイベントでは彌彦神社事件や明石花火大会歩道橋事故等のように一歩間違えれば大惨事が起こりかねない。そのため警備員は群集事故の現象をよく理解しておかねばならない。群衆現象にはアーチアクション、ショックウェーブ、バッファローダッシュ、将棋倒しなどがある。

### 第三号警備業務
「輸送警備業務」ともいわれる。運搬中の現金、貴金属、美術品などの盗難事故の発生を警戒する業務である。貴金属以外にも核燃料、火薬類などの危険物の含まれる。

### 第四号警備業務
生命に危険を及ばされる恐れのある人物を警護する業務である。一般的に「ボディーガード」と呼ばれる。また携帯型発信器を用いたサービスも身辺警備業務に該当する。

## 日本の主な警備業者

### 全国的に複数の業務を展開する業者
- セコム
- ALSOKほかグループ会社
- セントラル警備保障
- 全日警
- セノン

### 1号業務が主体の業者
- セコムジャスティック
- 日本管財
- コアズ
- アラコム
- ALSOK常駐警備（旧称：綜警常駐警備）
- 国際警備 (KSP)
- 中央管財
- テイケイ（旧称：帝国警備保障）
- シンテイ警備（旧称：新帝国警備保障）
- 共栄セキュリティーサービス
- ヨーク警備
- 協和警備保障
- 高栄警備保障
- イオンディライトセキュリティ（イオンテクノサービスの警備部門とジャパンメンテナンスの警備部門が合併・分社化）
- 日警保安
- 日本連合警備
- 東邦警備保障
- マインドセキュリティー
- 富士総業
- アルファ
- オリエンタル警備
- リスク・マネージャー
- 大日警
- フルキャストアドバンス（旧称：日本相互警備保障）
- リライアンス・セキュリティー
- SPDセキュリA
- ユニバーサル・セキュリティー
- カルテック

### 2号業務が主体の業者
- シミズオクト
- KSP（旧称：国際警備）
- アルク
- テイケイ（旧称：帝国警備保障）
- テイシン警備（旧称：帝心警備保障）
- アルファ警備
- トスネット
- 三洋警備保障
- JSS
- MSK
- 日本開発警備
- 日月警備保障
- オリエンタル警備
- リスク・マネージャー
- フルキャストアドバンス（人材派遣会社）
- リライアンス・セキュリティー
- SPDセキュリA
- 全日本パトロール
- カルテック
- マルコン警備保障

### 3号業務が主体の業者
- アサヒセキュリティ
- 日通警備
- ALSOKグループ
- アイビックス北陸

### 4号業務が主体の業者
- 興和警備保障
- 日本SIT 警戒業務部
- 東京パトロール
- インターバル
- 株式会社マインドセキュリティー
- 日本シークレットサービス
- ビーテックインターナショナル
- 東洋テック
- 関電セキュリティ・オブ・ソサイエティ
- 中央綜合警備保障
- 富士総業
- SPI
- Blue Wolf
- CCTT
- ボデタンナビ

### 他分類
- アサヒ・ファシリティズ
- 共栄セキュリティーサービス
- 日本SIT 警戒業務部/警備対策調査室
- 日本原子力防護システム
- 日本ワーカーズセキュリティ
- アクティブセキュリティ
- 国際警備保障
- エムサス (MSAS)
- つばめグループ
- シミズオクト
- 本多芸能スポーツサービス
- ケンアンドスタッフ
- 日本総業
- 泉警備保障
- SSコミュニティー
- 北陽警備保障
- 警備開発
- フジセキュリティ
- ユニティガードシステム
- ファースト・ファシリティーズ
- 第一警備保障
- 富士警備保障
- 九州警備保障
  - キューネット
- ビューテック九州
- 中央綜合警備保障
- にしけい
- 日テレワーク24
- 大日警
- 日本ボディーガード協会
- 国際ボディーガード協会 (IBA)
- 成田空港警備 (NAS)

## 警備業を取り上げた映画・テレビドラマ・漫画・小説など
- 東京警備指令 ザ・ガードマン
- 新Mr.Boo!アヒルの警備保障
- 地球防衛企業ダイ・ガード
- 万引きGメン・二階堂雪
- おんなは全力疾走!
- 炎の警備隊長・五十嵐杜夫
- 男たちの旅路
- プロジェクトX 挑戦者たち
  - 開拓者精神、市場を制す 勝負の警備システム 作動せよ
  - 大阪万博 史上最大の警備作戦
- 東京ガードセンター
- 4号警備
- BG〜身辺警護人〜